# Macaco-barrigudo
Macaco-barrigudo (nome científico: Lagothrix) é um gênero de mamíferos primatas da família dos atelídeos (Atelidae).
Espécie rara e em extinção, ocorre na Colômbia, Equador, Peru e Venezuela. No Brasil, aparece no estado do Amazonas, no interflúvio dos Rios Negro e Solimões. Porém, os limites desta ocorrência é ainda pouco delimitada.
O macaco-barrigudo habita principalmente em terra firme, mas também é capaz de sobreviver em florestas alagadas com abundância de frutos. Com uma alimentação composta principalmente por sementes, frutos, folhas e invertebrados, possui um papel fundamental na dispersão de sementes para o reflorestamento da região amazônica.
Quando no chão adota a posição bípede com a cauda voltada para cima. Entre árvores, deslocam-se com incrível rapidez e pode dar saltos espetaculares. Formam grandes grupos, variando de 12-70 indivíduos. Em inglês, é chamado de "woolly monkey".

## Espécies
- Lagothrix lagotricha
- Lagothrix poeppigii
- Lagothrix lugens
- Lagothrix cana
  - Lagothrix cana cana
  - Lagothrix cana tschudii

## Nomes vernáculos
Nomes vernáculos do macaco-barrigudo:
- Proto-Nawiki:[5] *kaapa-ru
- Proto-Maku Oriental:[6] *ʔoh
- Proto-Arawá:[7]* gapha
- Proto-Bora-Muinane:[8] *kɨmɨ
- Kwazá:[9] hɨrikoro-haɁɨ̃hɨ̃